# San Bartolo Coyotepec
San Bartolo Coyotepec är en kommun i Mexiko.   Den ligger i delstaten Oaxaca, i den sydöstra delen av landet, 400 km sydost om huvudstaden Mexico City. Antalet invånare är 8 684. Arean är 46 kvadratkilometer.
Terrängen i San Bartolo Coyotepec är kuperad österut, men västerut är den platt.
Följande samhällen finns i San Bartolo Coyotepec:
- Cuarta Sección